# Himalanchonus thoracicus
Himalanchonus thoracicus – gatunek chrząszcza z rodziny ryjkowcowatych i podrodziny Molytinae.
Gatunek ten opisany został w 1987 roku przez Władimira W. Żerichina na podstawie pojedynczego samca odłowionego w 1980 roku i wyznaczony gatunkiem typowym rodzaju.
Chrząszcz o ciele długości 4,1 mm, ubarwiony matowo ciemnobrunatnoszaro z rudawymi: głową i wierzchołkiem ryjka, żółtymi czułkami i stopami oraz jasnymi szczecinkami. Podłużne rowki gęstych, grubych punktów i wyniesione podłużne linie pomiędzy nimi ornamentują nasadowe ⅔ długości ryjka, który jest nieco bocznie przypłaszczony i trochę dłuższy niż przedplecze. Wierzchołkowa trzecia część ryjka jest błyszcząca i delikatnie, gęsto punktowana. Trzonek czułków jest zakrzywiony, a funiculus rozszerzony ku buławce, która jest tak długa jak pierwsze trzy człony funikulusa razem wzięte. Powierzchnie dłuższego niż szerszego i nico zwężonego przed wierzchołkiem przedplecza jest gęsto i grubo punktowana oraz opatrzona położonymi, grubymi szczecinkami. Długość wąsko jajowatych pokryw wynosi 1,7 ich szerokości. Rowki punktów są niewyraźnie wgłębione, a punkty w nich duże i płaskie, opatrzone leżącymi szczecinkami. Grube, półwzniesione, dwukrotnie od tych w punktach szczecinki osadzone są na wąskich międzyrzędach. Odnóża o grubo, gęsto punktowanych i nieco spłaszczonych udach i podłużnie pomarszczenie punktowanych goleniach
Ryjkowiec znany tylko z lasu jodłowo-różanecznikowego w nepalskim dystrykcie Parbat, położonego na wysokości około 2950–3050 m n.p.m..